# Classement mondial de snooker
|  |

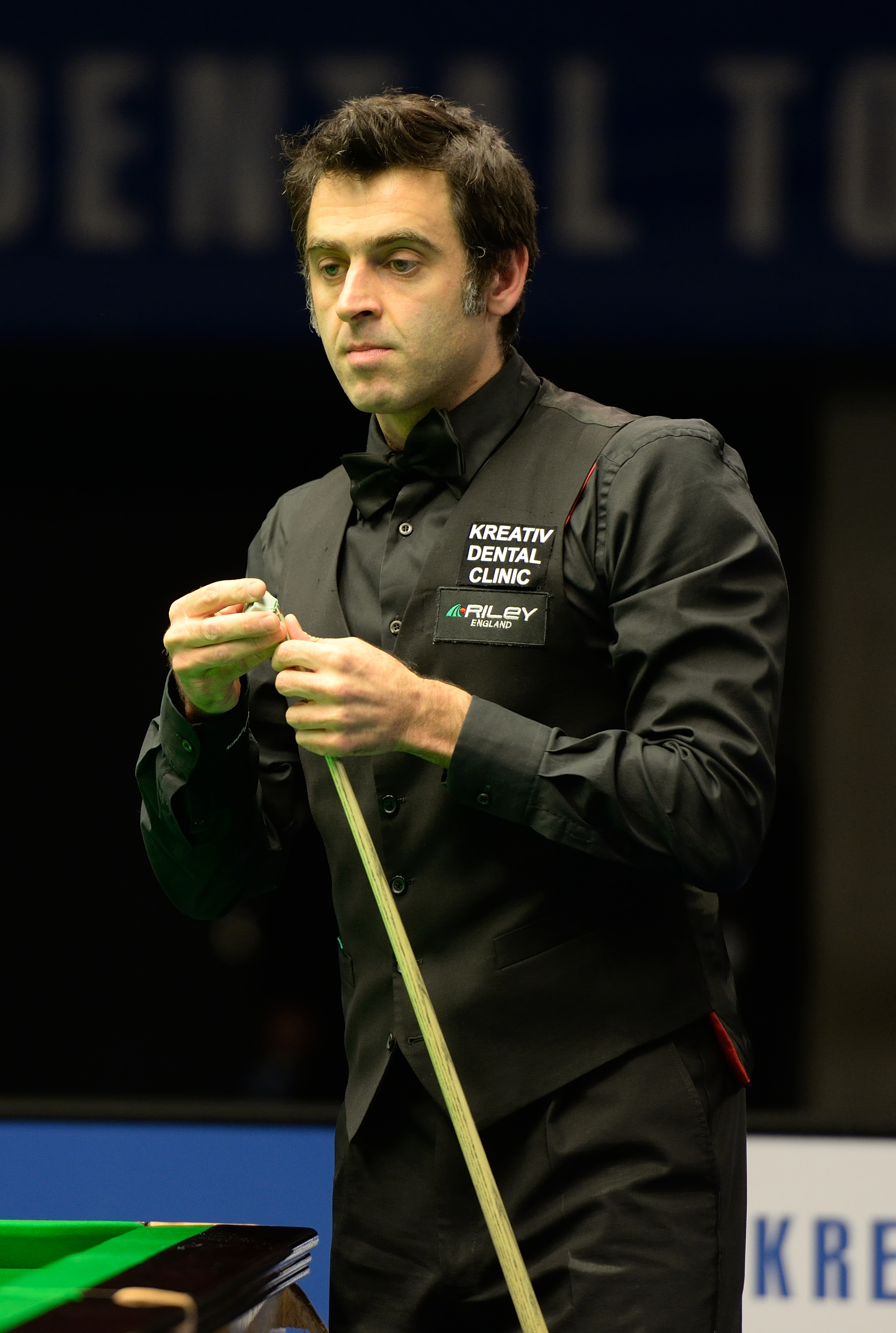
Photo prise à Berlin lors du Masters d'Allemagne de snooker 2015, Ronnie O'Sullivan

Le classement mondial de snooker est le système officiel de classement des joueurs de snooker professionnels. Il permet notamment de déterminer la qualification automatique pour les tournois de la saison (World Snooker Tour). Il est géré par la World Professional Billiards and Snooker Association (WPBSA). Lors de chaque tournoi dit « classé », c'est-à-dire comptant pour le classement mondial, les joueurs gagnent des points de classement en fonction de leurs résultats.

## Contexte
Le classement mondial détermine la qualification automatique pour les tournois de la saison (World Snooker Tour), organisé par la World Professional Billiards and Snooker Association. Les tournois se déroulent le plus souvent en deux étapes : une étape de qualification et une étape de compétition. Dans certains cas, les meilleurs joueurs ne sont pas obligés de jouer les matchs de qualification. En particulier, les 16 meilleurs joueurs classés sont automatiquement qualifiés pour les championnats du monde et les Masters. Cependant, depuis quelques années, la fédération a mis en place des tournois classés où chaque joueur professionnel est automatiquement qualifié (championnat du Royaume-Uni, tournois des Home Nations Series). Les joueurs reçoivent des points de classement en fonction du niveau qu'ils atteignent dans les tournois de classement (tournois ranking en anglais). Chaque membre professionnel de la WPBSA se voit attribuer un classement, qu'ils soient actifs sur le circuit ou non. Sont donc classés 128 joueurs professionnels.

## Système de points
Les classements mondiaux ont été inaugurés au cours de la saison 1976/1977. Le classement était calculé une fois par an à la suite du Championnat du Monde. Une grande réforme du système de points a eu lieu pour la saison 2010/2011. Il est dorénavant mis à jour après chaque tournoi tournois de classement (tournois ranking). Le classement d'un joueur est basé sur ses performances dans les tournois de classement (tournois ranking). Il utilise un format « roulant » de deux ans où les points des tournois de la saison actuelle remplacent les points des tournois correspondants gagnés deux saisons auparavant.

## Leader au classement
Légende
|  | Classement mis à jour seulement une fois par an après les championnats du monde |

| No. | Joueur                | Début             | Fin               | Jours | Cumul | Référence |
| --- | --------------------- | ----------------- | ----------------- | ----- | ----- | --------- |
| 1   | Ray Reardon           | 3 mai 1975        | 20 avril 1981     | 2180  | 2180  | [ 2 ]     |
| 2   | Cliff Thorburn        | 21 avril 1981     | 16 mai 1982       | 391   | 391   |           |
|     | Ray Reardon (2)       | 17 mai 1982       | 2 mai 1983        | 351   | 2531  |           |
| 3   | Steve Davis           | 3 mai 1983        | 29 avril 1990     | 2554  | 2554  |           |
| 4   | Stephen Hendry        | 30 avril 1990     | 4 mai 1998        | 2897  | 2897  |           |
| 5   | John Higgins          | 5 mai 1998        | 1er mai 2000      | 728   | 728   |           |
| 6   | Mark Williams         | 2 mai 2000        | 6 mai 2002        | 735   | 735   |           |
| 7   | Ronnie O'Sullivan     | 7 mai 2002        | 5 mai 2003        | 364   | 364   |           |
|     | Mark Williams (2)     | 6 mai 2003        | 3 mai 2004        | 364   | 1099  |           |
|     | Ronnie O'Sullivan (2) | 4 mai 2004        | 1er mai 2006      | 727   | 1091  |           |
|     | Stephen Hendry (2)    | 2 mai 2006        | 7 mai 2007        | 371   | 3268  |           |
|     | John Higgins (2)      | 8 mai 2007        | 5 mai 2008        | 364   | 1092  |           |
|     | Ronnie O'Sullivan (3) | 6 mai 2008        | 3 mai 2010        | 728   | 1819  |           |
|     | John Higgins (3)      | 4 mai 2010        | 26 septembre 2010 | 146   | 1238  | [ 3 ]     |
| 8   | Neil Robertson        | 27 septembre 2010 | 12 décembre 2010  | 77    | 77    | ,         |
|     | John Higgins (4)      | 13 décembre 2010  | 2 mai 2011        | 141   | 1379  | ,         |
|     | Mark Williams (3)     | 3 mai 2011        | 11 septembre 2011 | 132   | 1231  | ,         |
| 9   | Mark Selby            | 12 septembre 2011 | 4 novembre 2012   | 420   | 420   | ,         |
| 10  | Judd Trump            | 5 novembre 2012   | 9 décembre 2012   | 35    | 35    | ,         |
|     | Mark Selby (2)        | 10 décembre 2012  | 17 février 2013   | 70    | 490   | ,         |
|     | Judd Trump (2)        | 18 février 2013   | 31 mars 2013      | 42    | 77    | ,         |
|     | Mark Selby (3)        | 1er avril 2013    | 9 juin 2013       | 70    | 560   | ,         |
|     | Neil Robertson (2)    | 10 juin 2013      | 5 mai 2014        | 330   | 407   | ,         |
|     | Mark Selby (4)        | 6 mai 2014        | 6 juillet 2014    | 62    | 622   | ,         |
|     | Neil Robertson (3)    | 7 juillet 2014    | 10 août 2014      | 35    | 442   | ,         |
|     | Mark Selby (5)        | 11 août 2014      | 7 décembre 2014   | 119   | 741   | ,         |
| 11  | Ding Junhui           | 8 décembre 2014   | 14 décembre 2014  | 7     | 7     | ,         |
|     | Neil Robertson (4)    | 15 décembre 2014  | 24 janvier 2015   | 41    | 483   | ,         |
|     | Ding Junhui (2)       | 25 janvier 2015   | 8 février 2015    | 15    | 22    | ,         |
|     | Mark Selby (6)        | 9 février 2015    | 24 mars 2019      | 1505  | 2246  | [ 34 ]    |
|     | Ronnie O'Sullivan (4) | 25 mars 2019      | 11 août 2019      | 140   | 1959  |           |
|     | Judd Trump (3)        | 12 août 2019      | 22 août 2021      | 742   | 819   |           |
|     | Mark Selby (7)        | 23 août 2021      | 16 octobre 2021   | 55    | 2301  | [ 35 ]    |
|     | Judd Trump (4)        | 17 octobre 2021   | 7 novembre 2021   | 22    | 841   |           |
|     | Mark Selby (8)        | 8 novembre 2021   | 3 avril 2022      | 147   | 2448  | [ 36 ]    |
|     | Ronnie O'Sullivan (5) | 4 avril 2022      | 6 mai 2024        | 764   | 2723  | [ 37 ]    |
| 12  | Mark Allen            | 7 mai 2024        | 25 août 2024      | 111   | 111   | [ 38 ]    |
|     | Judd Trump (5)        | 26 août 2024      | en cours          | 255   | 1096  | [ 39 ]    |